# Eta Normae
Eta Normae (η Normae, förkortat Eta Nor, η Nor)  är en ensam stjärna belägen i den mellersta delen av stjärnbilden Vinkelhaken. Den har en skenbar magnitud på 4,65 och är synlig för blotta ögat där ljusföroreningar ej förekommer. Baserat på parallaxmätning inom Hipparcosuppdraget på ca 14,9 mas, beräknas den befinna sig på ett avstånd på ca 219 ljusår (ca 67 parsek) från solen.

## Egenskaper
Primärstjärnan Eta Normae är en gul till vit jättestjärna av spektralklass G8 III, vilket anger att den är en röd jättestjärna som har lämnat huvudserien efter att ha förbrukat förrådet av väte i dess kärna. Den har en beräknad massa som är ca 2,8 gånger större än solens massa, en radie som är ca 3 gånger större än solens och utsänder från dess fotosfär ca 67 gånger mera energi än solen vid en effektiv temperatur av ca 5 000 K.